# Robert Paget
Robert Paget est un acteur, réalisateur, scénariste et producteur américain né le 18 octobre 1935 à New York, New York (États-Unis).

## Filmographie

### comme acteur
- 1954 : Papa a raison (Father Knows Best) (série télévisée) : Max Perkins
- 1958 : Tank Battalion (en) de Sherman A. Rose : Pfc Danny Collins
- 1958 : The Party Crashers : Mumps Thornberg
- 1959 : Dobie Gillis (The Many Loves of Dobie Gillis) (série télévisée) : Max Perkins
- 1960 : The Big Night : Tony
- 1961 : Le Jeune Docteur Kildare ("Dr. Kildare") (série TV) : Dr. John Ross
- 1961 : The Choppers : Torch Lester
- 1966 : Mister Buddwing : The Park Character
- 1966 : Hot Rod Hullabaloo
- 1968 : Les Producteurs (The Producers) : Auditioning Hitler
- 1982 : Les Frénétiques (The Last Horror Film) : Screening Room Jury
- 1999 : L'Enfer du dimanche (Any Given Sunday) : Reporter

### comme réalisateur
- 1971 : Le Jour du Jugement (Il Giorno del giudizio)
- 1973 : Colin
- 1974 : Fluff
- 1988 : The Choice

### comme scénariste
- 1971 : Le Jour du jugement (Il Giorno del giudizio)
- 1973 : Colin
- 1974 : Fluff
- 1988 : The Choice

### comme producteur
- 1971 : Le Jour du jugement (Il Giorno del giudizio)